# Sarabau (Tasifeto Timur)
Sarabau is een bestuurslaag in het regentschap Belu van de provincie Oost-Nusa Tenggara, Indonesië. Sarabau telt 661 inwoners (volkstelling 2010).